# Reloj astronómico de Ottery St Mary
El reloj astronómico de Ottery St Mary es una obra realizada hacia 1340 y atribuida a John Grandisson. Está ubicado en la Iglesia de Santa María de Ottery St Mary, en Devon (Inglaterra, Reino Unido).

## Historia

### Contexto
Los primeros relojes de Europa Occidental aparecieron durante la Edad Media; emplazados preferentemente en monasterios, su propósito era proporcionar una señal al sacristán para que este hiciese sonar la campana del claustro, con la que a intervalos regulares se llamaba a los monjes a la oración. Estos primeros dispositivos eran casi con toda probabilidad relojes de agua, en los cuales el tiempo se medía en función del flujo de agua hacia el interior o el exterior de un recipiente; pese a no ser demasiado precisos, en su época supusieron un gran avance con respecto a los relojes de sol, que en múltiples ocasiones resultaban inútiles en Inglaterra debido a la propensión a cielos nublados en todo el país. Entre finales del siglo xiii y principios del siglo xiv, periodo coincidente con la invención del foliot, se produjo un enorme desarrollo en la relojería, surgiendo auténticas obras maestras puramente mecánicas a lo largo de Europa, destacando en Inglaterra los relojes de Exeter (1284) y Salisbury (1306).

### Datación y restauración
Generalmente se considera que el reloj de Ottery St Mary fue creado hacia 1340 por John Grandisson, obispo de Exeter entre 1327 y 1369, si bien también se cree que puede estar fechado en torno a 1400 o 1600, datando uno de sus componentes, un péndulo, de una época muy posterior a la fecha tradicional ya que este no fue desarrollado hasta mediados del siglo xvii (la disparidad de fechas puede deberse a que tal vez el reloj actual constituye el reemplazo de otro que se estropeó o dejó de funcionar correctamente con el paso del tiempo). Inoperativo durante 30 años (se permitió que siguiese en su lugar tras la instalación de un reloj victoriano en la fachada de la torre de la iglesia), el reloj astronómico fue restaurado en 1907 por John James Hall, miembro de la Real Sociedad Astronómica de Exeter, quien llevó a cabo la reparación haciendo uso de todas las partes originales que pudo encontrar. La ceremonia de inauguración, celebrada el 20 de mayo del mismo año, contó con la asistencia de Archibald Robertson, obispo de Exeter entre 1903 y 1916, quien además tuvo el cometido de volver a poner en marcha el reloj.

## Descripción

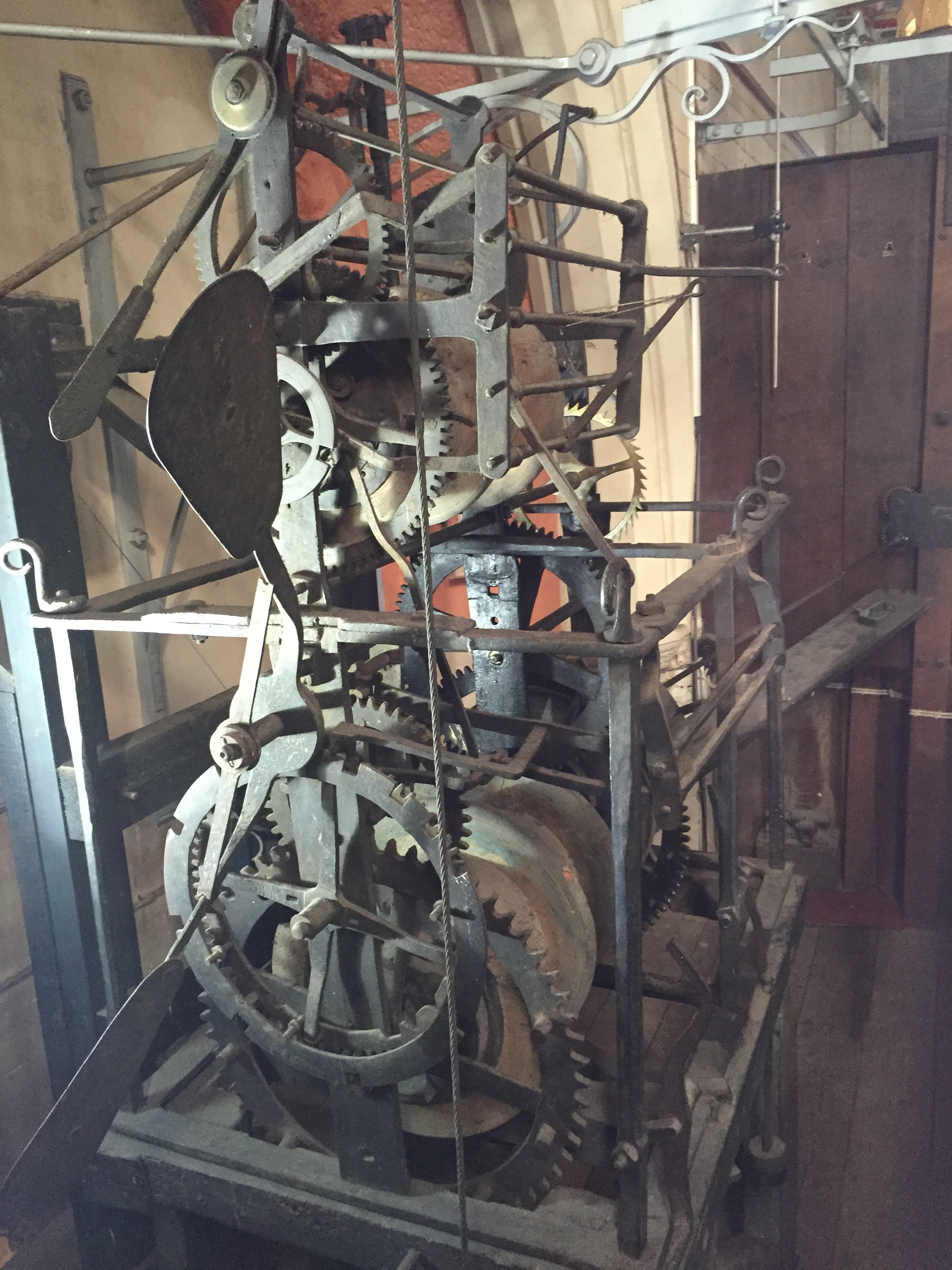
Mecanismo.

Ubicado en la torre campanario, en el transepto sur, el reloj consiste en un panel de aproximadamente 1,50 m² policromado en azul con detalles en rojo y dorado, estando las esquinas superiores decoradas con el escudo de armas de Grandisson. Representativo de la teoría geocéntrica, el reloj cuenta con dos diales: un dial dividido en dos secciones con números romanos del uno al doce cada una para las horas y, dentro de este, otro dial con números árabes del uno al treinta para el ciclo lunar, destacando en el centro del panel una esfera de color negro que representa la Tierra. En el dial grande se halla por su parte una esfera dorada que simboliza el Sol la cual gira alrededor de la circunferencia señalando la hora, mientras que en el dial pequeño una esfera negra y blanca representando la Luna rota alrededor de la circunferencia una vez cada 24 horas y sobre su propio eje una vez cada 29 días y medio para mostrar la fase lunar, indicando anteriormente la estrella presente entre los dos diales el ciclo de la Luna en una franja de 30 días (para lograr el movimiento circular el mecanismo, alojado tras el panel, hace girar un eje de transmisión a una velocidad constante). Tanto la esfera del Sol como la estrella se hallan ubicadas actualmente en los extremos opuestos de la misma manecilla, lo que provoca que el ciclo lunar resulte incorrecto al dar la estrella una vuelta completa en 24 horas; esto puede deberse a la pérdida del engranaje responsable de la rotación de la estrella, el cual, de acuerdo con el mes sinódico, debía hacer que esta efectuase un giro completo en 29 días, 12 horas y 44 minutos, aunque es posible que el mismo se retirase porque añadía demasiada fricción como para que el tren de arranque pudiese funcionar correctamente. El mecanismo, realizado en hierro forjado y de aproximadamente 600 años de antigüedad según la datación tradicional, presenta un escape de áncora, inventado por Robert Hooke hacia 1657, siendo probable que esta pieza fuese añadida durante la restauración (actualmente solo funciona el tren de marcha, contando el reloj con una cuerda eléctrica ante la ausencia de alguien que pueda dar cuerda manualmente a diario). Bastante simple en comparación con otros relojes astronómicos de la época, es sin embargo uno de los más antiguos en contar con esferas, sobresaliendo en este detalle con respecto al reloj de Salisbury, el cual carece de ellas. Como único motivo ornamental posee una estatua dorada de un ángel tocando una trompeta a modo de remate de la estructura; esta imagen no forma parte originalmente del reloj sino que fue reaprovechada tras ser retirada del dosel de un púlpito desinstalado hace años.

## Legado
El reloj astronómico de Ottery St Mary destaca por ser uno de los relojes mecánicos más antiguos de Inglaterra así como por ser uno de los cuatro relojes astronómicos medievales que se conservan en el país, siendo los otros los de Exeter, Salisbury y Somerset.